# Amirat
Amirat är en kommun i departementet Alpes-Maritimes i regionen Provence-Alpes-Côte d'Azur i sydöstra Frankrike. Kommunen ligger  i kantonen Saint-Auban som ligger i arrondissementet Grasse. År 2022 hade Amirat 49 invånare.

## Befolkningsutveckling
Antalet invånare i kommunen Amirat
Referens: INSEE